# テュンガースハイム
テュンガースハイム (ドイツ語: Thüngersheim) はドイツ連邦共和国バイエルン州ウンターフランケン地方のヴュルツブルク郡の町村（以下、本項では便宜上「町」と記述する）である。マイン川沿いに位置し、土地の多くはブドウ栽培に利用されている。200 ha以上のブドウ畑を有するフランケン地方最大のブドウ栽培地の一つである。

## 地理
レーン山地とシュペッサルト山地の合間に位置するため、年間降水量550 - 600 mmと降水量の少ない土地である。マイン川中流域はドイツで最も降水量の少ない地域として知られている。テュンガースハイムの南部はヘーフェルトプラッテ自然保護地域に属す。

### 隣接する市町村
テュンガースハイムは北はレッツバッハ（ツェリンゲンの地区）、北東はレッツシュタット、東はギュンタースレーベン、南はファイツヘーヒハイム、北西と西はツェリンゲンとエアラブルンと境を接している（マイン川が西の町境をなしている）。

### 自治体の構成
この町は、公式にはテュンガースハイム集落単独で構成される。

## 歴史
- 530年 - 700年: 最初のフランク人入植による町の創設。
- 1098年: テュンガースハイムが初めて文献上に記録される。
- 1154年: ブドウ栽培が始まる。
- 1614年: 聖ミヒャエル教区教会の完成。
- 1803年: ヴュルツブルク司教領とともにテュンガースハイムがトスカーナ大公フェルディナンド3世の所領となる。
- 1814年: ヴュルツブルク大公国（テュンガースハイムを含む）がバイエルン王国領となる。
- 1870年: 信号所を有する駅が建設される。これによりブドウ（ワイン）の輸送はマイン川から鉄道に移行した。
- 1930年: 55人のブドウ栽培家・ワイン製造者がテュンガースハイムワイン製造協同組合を設立。
- 1933年: エアラブルン水門の建造。
- 1945年: 3月16日、疎開させてあった町の古文書類がヴュルツブルク空襲により散逸した。
- 1966年: ブドウ栽培家の大半が耕地整理に応じることを決めた（3区画220ha）
- 1998年: テュンガースハイム900年祭

### 宗教
テュンガースハイムは主にカトリック（聖ミヒャエル教区教会）の町である。2003年からギュンタースレーベン聖マテルヌス教会とともに教区組織を形成している。

### クロイツベルク巡礼
クロイツベルク巡礼は、年に1度聖十字架称賛の日（9月14日）に行われる重要な宗教儀式である。これはフランケン地方の聖なる山であるレーン山地のクロイツベルクに参詣するものである。起源はおそらくペストの時代の誓約に遡り、18世紀初めには行われていたことが証明されている。現在は再結成された十字架信仰兄弟団により執り行われている。

### 人口推移
- 1939年: 1,753
- 1950年: 2,345
- 1961年: 2,270
- 1970年: 2,432
- 1987年: 2,453
- 1993年: 2,505
- 1994年: 2,567
- 1995年: 2,596
- 1996年: 2,615（女性 1,300、男性 1,315）

## 行政

### 議会
テュンガースハイムの議会は、第1首長を除いて14人の議員からなる。

### 姉妹都市
- Saint-Aignan-Grandlieu（フランス、ロワール＝アトランティック県）

### 紋章
紋章には町の守護聖人である聖ミヒャエルが描かれている。これはヴュルツブルク司教であったユリウス・エヒター・フォン・メスペルブルンによって1581年に授けられたものである。この紋章はメスペルブルンの胸甲に見ることができる。

## 文化と見所

### 建築
見所は聖ミヒャエル教区教会である。この他には、旧村落を囲んでいた防衛施設の一部である4つの楼門のうち、ヴュルツブルク門、レッツシュタット門、裏門の3つが保存されている。

### 図書館
旧町役場の町立図書館と司祭区が運営するカトリックの公共図書館がある。

## 経済と社会資本
テュンガースハイムは1930年に設立されたテュンガースハイム・ブドウ栽培家・ワイン製造者協同組合e.G.の本部所在地である。200haのブドウ畑を持つテュンガースハイムはフランケン最大のワイン町の一つである。

### 交通
テュンガースハイムは、連邦道B27号線および鉄道ヴュルツブルク - ゲミュンデン線沿いに位置している。マイン川流域では船が旅客輸送に使われている。ヴュルツブルク - カールシュタットおよびヴュルツブルク - レッツシュタットのバス路線がテュンガースハイムを経由している。

### 産業地域
1998年現在、農業従事者は98人（65人が2ha未満、27人が2-20ha、2人が30ha以上）である。18社の手工業者があり、110人が務めている（1995年3月31日現在）。

### 教育
- 基礎課程学校（第4学年まで）1校。

本課程学校の一部学年の学校があったが、2004/2005年の学校年度以降廃止されている。

### 公共施設
- 屋外プール
- 体育館
- スポーツゲレンデ（サッカー、テニスコート、屋内テニス場、ハンドボールコート、スケート場）

## 引用
1. ↑  https://www.statistikdaten.bayern.de/genesis/online?operation=result&code=12411-003r&leerzeilen=false&language=de Genesis-Online-Datenbank des Bayerischen Landesamtes für Statistik Tabelle 12411-003r Fortschreibung des Bevölkerungsstandes: Gemeinden, Stichtag (Einwohnerzahlen auf Grundlage des Zensus 2011)
2. ↑  Bayerische Landesbibliothek Online